# SD (rapper)
SD, pseudonimo di Sadiki Thirston (Chicago, 7 novembre 1994), è un rapper statunitense.
È un rapper presso l'etichetta discografica di Chief Keef, il suo successo più noto è il brano We Wassup nel 2012.

## Discografia

### Album
- 2012 - Life of A Savage
- 2012 - Life of A Savage 2
- 2013 - Life of A Savage 3
- 2014 - White Bitchez
- 2014 - Truly Blessed
- 2015 - Life of A Savage 4
- 2015 - Just The Beginning
- 2018 - Pay Attention
- 2019 - SD-A-Fool
- 2023 - Know Mommy

### Singoli ed EP
- 2014 - Loyalty
- 2014 - Plugged
- 2014 - New World Order RMX
- 2014 - Complaining
- 2014 - Overdose
- 2014 - No sleep ft. Domino
- 2014 - No Hard Feelings
- 2017 - Worth It
- 2017 - Sacrifice
- 2017 - From the Bottom
- 2018 - Pay Attention
- 2019 - The Jones's
- 2019 - Door Man
- 2020 - Scars
- 2020 - 24
- 2020 - Teef Gold ft. Caleb James
- 2020 - Whent Thru It
- 2020 - Aretha
- 2020 - Easy Stain
- 2020 - It's Up There
- 2020 - Been That
- 2020 - Campfire